# Iwankiwci (hromada Lubar)
Iwankiwci (ukr. Іванківці) – wieś na Ukrainie, w obwodzie żytomierskim, w rejonie żytomierskim, w hromadzie Lubar. W 2001 liczyła 463 mieszkańców.